# Diponegoro
Diponegoro, właśc. Pangeran Anto Wirjo (ur. 11 listopada 1785, zm. 8 stycznia 1855 w Makasarze) – jawajski działacz narodowy, syn sułtana Hamengku Buwono III. Był przywódcą powstania antyholenderskiego na Jawie w latach 1825–1830 (zwanego wojną jawajską), a po jego klęsce został aresztowany i deportowany na Celebes, gdzie zmarł.
W Makasarze znajduje się mauzoleum Diponegoro.